# Eulophiinae
Sous-tribu
Les Eulophiinae sont une sous-tribu d'orchidées terrestres et épiphytes, de la tribu des Cymbidieae. Le taxon comprend environ 270 espèces réparties en 9 genres. Le genre type est Eulophia, qui comprend à lui seul environ 60% des espèces.

## Description
Orchidées terrestres et épiphytes. 

## Répartition
Afrique, Asie et Australasie, avec quelques taxons néotropicaux.

## Liste des genres
- Acrolophia
- Cyanaeorchis
- Cymbidiella
- Eulophia
- Eulophiella
- Geodorum
- Grammangis
- Imerinaea
- Oeceoclades
- Paralophia

## Publication originale
- George Bentham, Journal of the Linnean Society, Botany (J. Linn. Soc., Bot.), 18(110): 287. (1881).